# Ancora
Ancora ist eine niederländische Band.
Bekannt geworden sind sie vor allem durch ihre in Text, Melodie und Musikvideo fast deckungsgleich ins Niederländische übernommenen Lieder der deutschen Bands Santiano und Kasalla. So kopierten sie 2013 das ganze Album Mit den Gezeiten inklusive Musikvideo und Bühnen-Outfit von Santiano und veröffentlichten es mit niederländischem Text. Ermöglicht wird dies (trotz erfolglosem rechtlichen Widerstand von Santiano und Kasalla) durch das weniger strenge Urheberrecht in den Niederlanden, durch das es in den Niederlanden möglich ist, Lieder nahezu identisch zu covern und als eigenes Lied zu veröffentlichen, solange ein Ton verändert wird.
Mit ihren drei Alben Vrij als de wind (Kopie von Frei wie der Wind von Santiano), Voorbij de horizon und Door weer en wind erreichte Ancora im September 2013, im Juni 2015 und im September 2016 jeweils die Nummer eins der niederländischen Album-Charts.
Die Band besteht aus Petrus „Patrick“ Tiemen Jongschaap, Harm Wolters und Patrick Everardus Gerardus Godefridus van Bree.
Im Oktober 2014 wurde Santiano von der Fernsehsendung Verstehen Sie Spaß? mit versteckter Kamera hereingelegt, als sie vor einem Auftritt in Ralswiek auf Rügen von Darstellern, die sich als Ancora vorstellten, überrascht und von Klaus Sommerfeld in der Rolle als Bürgermeister und Veranstalter gebeten wurden, auf dem Konzert zusammen zu spielen.